# Пілоцитарна астроцитома
Пілоцитарна астроцитома (та її різновид, піломіксоїдна астроцитома) — це астроцитома, яка найчастіше зустрічається у дітей та молодих людей (у перші 20 років життя). Зазвичай вони виникають у мозочку, поблизу стовбура мозку, в області гіпоталамуса або перехрестя зорових нервів, але вони можуть виникнути в будь-якій іншій області, де присутні астроцити, включаючи півкулі головного мозку та спинний мозок. Ці пухлини, як правило, повільно ростуть і є доброякісними, що відповідає 1 ступеню злоякісності по класифікації ВООЗ.

## Ознаки та симптоми

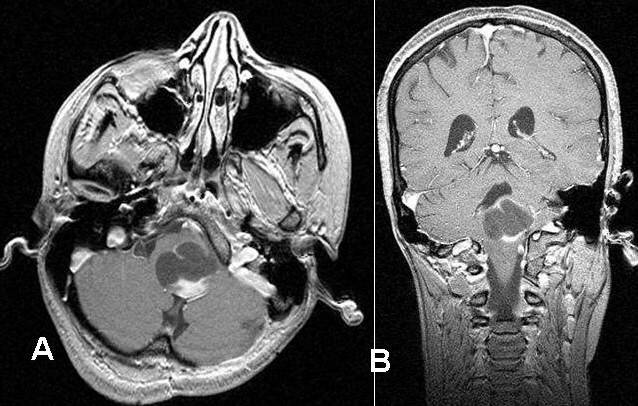
Стереотаксичне МРТ-сканування головного мозку показує рецидивну післяопераційну кістозну пілоцитарну астроцитому стовбура мозку.

У дітей, уражених пілоцитарною астроцитомою, можуть спостерігатися різні симптоми, які можуть включати затримку розвитку (відсутність належного збільшення/втрати ваги), головний біль, нудоту, блювання, дратівливість, кривошию, труднощі з координацією рухів та проблеми із зором (включаючи ністагм). Скарги можуть бути різними залежно від локалізації та розміру новоутворення. Найбільш поширені симптоми пов'язані з підвищенням внутрішньочерепного тиску через розмір пухлини.

## Причини
Пілоцитарна астроцитома може бути пов'язана з генетичним захворюванням нейрофіброматоз І типу та гліоми зорового нерва, вони є одними з пухлин, які найчастіше зустрічаються у пацієнтів з цим захворюванням. Однак більшість пілоцитарних астроцитом виникають епізодично — без доказів зв'язку зі спадковою схильністю чи способом життя. Вони пов'язані з генетичними змінами в шляху MAPK/ERK, найчастіше це характерний з'єднаний ген KIAA1549 — BRAF.

## Діагностика

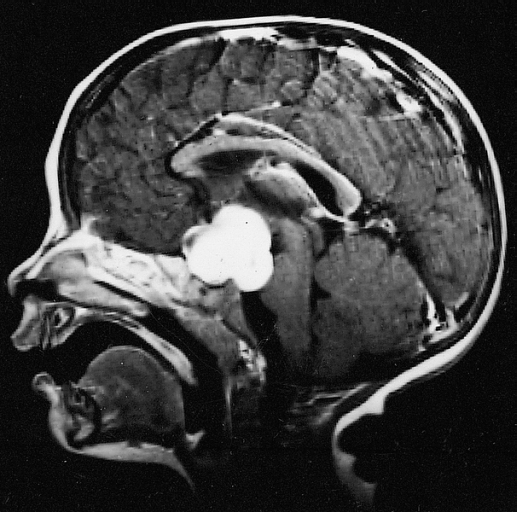
Пілоцитарна астроцитома в області гіпоталамуса

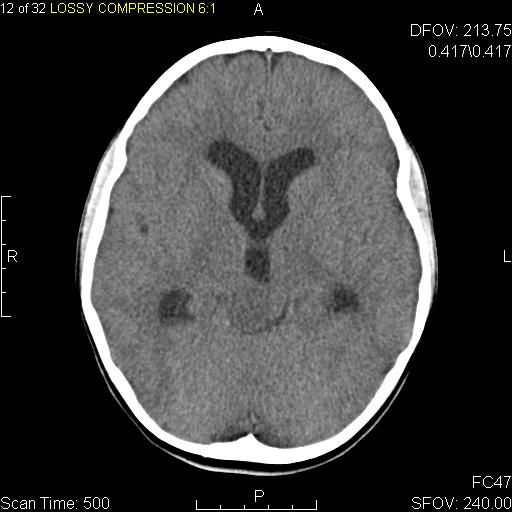
Аксіальна безконтрастна КТ дев'ятирічної дівчинки показує дещо гіподенсне утворення в тектумі (середній мозок) стовбура мозку, що стискає Сильвіїв водопровід та викликає обструктивну гідроцефалію

Зазвичай — залежно від опитування пацієнта та після клінічного обстеження, яке включає неврологічне обстеження та офтальмологічне обстеження — для підтвердження наявності пухлини виконується КТ та/або МРТ. Зазвичай їх легко відрізнити від нормальних структур мозку за допомогою цих методів візуалізації. Перед цим скануванням у вену можна ввести спеціальний барвник, щоб забезпечити контраст і полегшити ідентифікацію пухлин. Пілоцитарні астроцитоми, як правило, чітко видно на таких знімках, але часто важко сказати, який тип пухлини присутній, ґрунтуючись лише на зображенні.
У разі виявлення пухлини нейрохірургу необхідно буде зробити її біопсію. Це передбачає видалення невеликої кількості пухлинної тканини, яку потім відправляють до (нейро)патолога для обстеження та встановлення стадії. Біопсія може проводитися перед хірургічним видаленням пухлини, або зразок може бути взятий під час операції, щоб видалити основну частину пухлини.

### Мікроскопічний вигляд
Пілоцитарні астроцитоми часто є кістозними пухлинами, і, якщо вони тверді, вони, як правило, добре окреслені.

## Лікування
Найпоширенішим способом лікування є хірургічне видалення пухлини. Повне видалення пухлини, як правило, забезпечує функціональне виживання протягом багатьох років. Зокрема, для пілоцитарних астроцитом (зазвичай млявих утворень, які можуть забезпечувати нормальну неврологічну функцію) хірурги можуть вирішити спостерігати за еволюцією новоутворення та відкласти хірургічне втручання на деякий час. Однак повна резекція часто неможлива. Розташування може заборонити доступ до новоутворення та призвести до неповної резекції або її повної відсутності. Залишені без уваги, ці пухлини можуть з часом призвести до подальших симптомів через продовження повільного росту. Вкрай рідко вони також можуть піддатися злоякісній трансформації.
Якщо операція неможлива, можуть бути запропоновані такі рекомендації, як хіміотерапія або опромінення. Однак побічні ефекти від цих методів лікування можуть бути значними та довгостроковими, що в деяких випадках призводить до проблем на все життя. Було доведено, що це відноситься лише для дітей, тоді як для дорослих необхідно провести додаткові дослідження.

### Побічні ефекти
Після лікування у дітей з пілоцитарною астроцитомою можуть спостерігатися покращення симптомів, пов'язаних із самою пухлиною, залежно від локалізації, але також можуть спостерігатися побічні ефекти, пов'язані з лікуванням:
- Симптоми, пов'язані з підвищенням тиску в мозку, часто зникають після хірургічного видалення пухлини.
- Вплив на координацію та рівновагу може покращитися та може поступово (та повністю) зникнути в міру одужання.
- Лікування стероїдами часто використовується для контролю набряку тканин, який може виникнути до та після операції.
- Однак у пацієнтів також можуть розвинутися довгострокові побічні ефекти через тип лікування, яке вони можуть отримати.

## Прогноз
Згідно з присвоєнням ВООЗ ступеня 1, пілоцитарна астроцитома зазвичай не пов'язана з рецидивом після повної резекції. Варіант піломіксоїдної астроцитоми може проявлятися більш агресивно, ніж класична пілоцитарна астроцитома, але це також може бути пов'язано з більш молодим віком на момент появи та їх більш частим розташуванням по середній лінії.
У випадках прогресуючого/рецидивуючого захворювання або коли досягнуто повного хірургічного видалення, але залишається деяка залишкова пухлина, тоді може бути розглянута можливість хіміотерапії та/або променевої терапії.

## Додаткові зображення

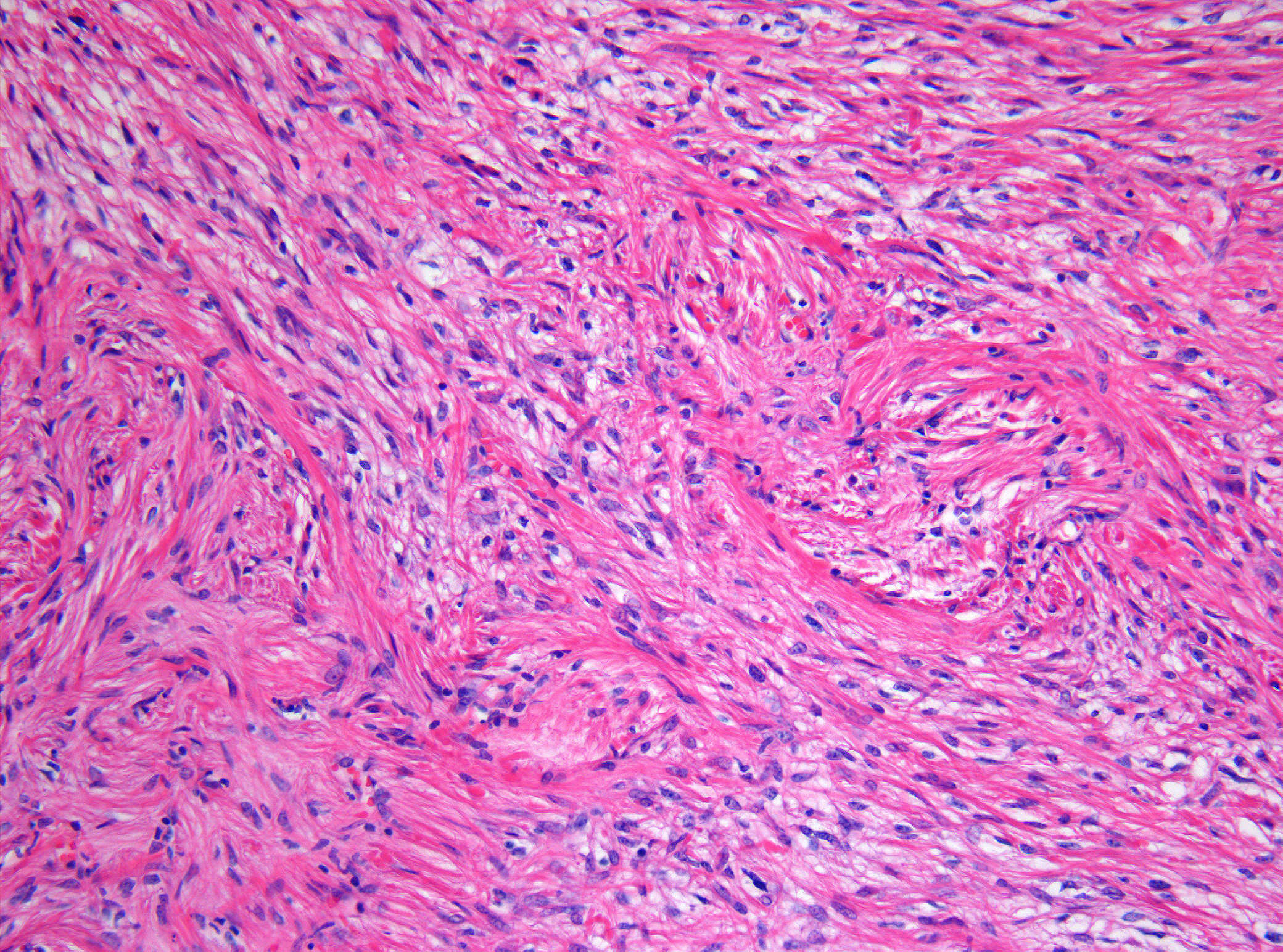
Гістопатологія пілоцитарної астроцитоми (I ступінь ВООЗ). Фарбування гематоксиліном-еозином. Збільшення 200x.
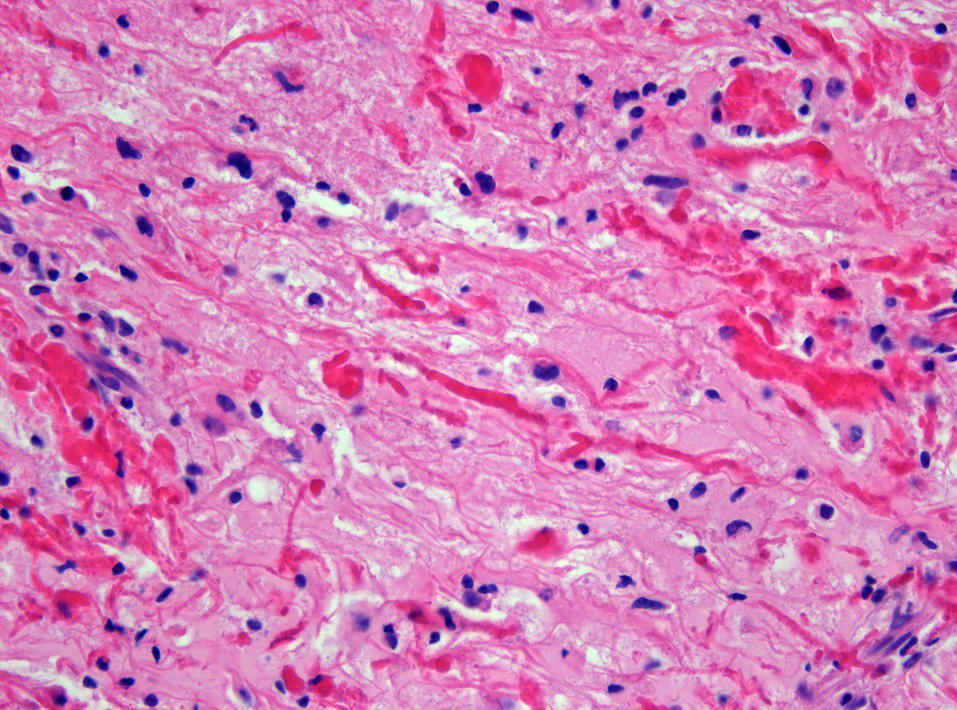
Гістопатологія волокон Розенталя. Фарбування гематоксиліном-еозином показує ці подовжені еозинофільні структури у випадку пілоцитарної астроцитоми. Збільшення 400x